# Hand van Fatima (berg)
Hand van Fatima is een bergmassief van het type inselberg in Mali in de subdivisie Douentza Cercle van de regio Mopti. Het massief ligt in de buurt van de stad Hombori op de weg van Mopti naar Gao. De spitsen van zandsteen lijken sprekend op het symbool van de Hand van Fatima, dat in het islamitische geloof ter afweer dient en onder andere de vijf zuilen van de islam voorstelt.